# Circle Line (métro de Chicago)
Pour les articles homonymes, voir Circle line (homonymie).
La Circle Line (littéralement « ligne circulaire ») du métro de Chicago est une ligne de métro proposée en 2002 par la Chicago Transit Authority (CTA), l'opérateur des transports publics de la ville de Chicago (États-Unis). 
Elle serait créée majoritairement sur des voies existantes mais elle nécessite la construction de trois nouveaux viaducs dont un est terminé depuis 2004. Les connexions sont l'essence de la Circle Line.
Huit des onze nouvelles stations serait susceptibles de créer des connexions entre la Chicago Transit Authority et les lignes du réseau de trains de banlieue Metra (RER).
Le projet toujours à l'étude, attend une troisième validation en 2009 et ne verrait pas le jour avant 2025 au plus tôt. Aucune couleur n'a encore été attribuée à la Circle line.
La Circle Line desservirait entre autres les destinations suivantes : l'Union Loop, North Michigan Avenue, le Medical Center, l'United Center, Grant Park, Millennium Park, le Museum Campus, le Soldier Field, le 875 North Michigan Avenue et Chinatown.

## Sa construction
Les travaux sont prévus en 3 phases, les budgets alloués par l'État de l'Illinois et la ville de Chicago sont revus chaque année afin d'assurer la pérennité du projet et les conciliations avec les riverains se poursuivent (pour les phases 2 et 3).

### Phase 1: lePaulina Connector
Le projet comprenait la réhabilitation de la structure élevée et la réinstallation d'une deuxième voie pour le fonctionnement bidirectionnel, la remise à niveau d’un troisième rail pour l’alimentation électrique et une tour de contrôle de l’aiguillage. 
Les projets de rénovation de la Douglas Branch vers 54th/Cermak furent modifiés afin d’inclure la rénovation du Paulina Connector dans le budget de 33,8 millions de dollars. 
Contrairement aux plans initiaux aucune station n’à encore été construite (Madison-United Center et Van Buren-Medical Center), elles font désormais partie des projets de finition de la ligne après l'achèvement de la phase 2 et de la phase 3 de la Circle Line.  
Les travaux du Paulina Connector se sont terminés en juin 2004 et cette jonction est assurée par la ligne rose.

### Phase 2: Cermak-Archer Connector
Les travaux devraient débuter en 2012 pour permettre une jonction de 3,5 kilomètres de Ashland jusque Polk en se servant de l'aiguillage avant Cermak-Chinatown à la sortie du State Street Subway.
Une nouvelle station, Blue Island serait construite entre Ashland et Polk sur Pilsen Avenue ce qui permettrait une meilleure communication pour les voyageurs de l'ouest de Chicago vers Midway.
Une première exploitation pourrait être assurée en 2020 via la ligne mauve en provenance de Linden jusqu'à la station Polk.

### Phase 3: North/Clybourn-Ashland Connector
C'est le plus long tronçon à construire, 7 kilomètres afin de relier Ashland Avenue en suivant North Avenue et permettre la connexion au State Street Subway avant la station North/Clybourn. Les travaux pourraient débuter en 2018 et une exploitation complète de la Circle Line est prévue en 2025.

## Les avantages de la Circle Line
Le but avoué est de diminuer le nombre de passagers sur les lignes vers l'Union Loop, d'offrir une ligne transversale au réseau mais surtout d'améliorer la desserte de plusieurs lieux et d'assurer une meilleure interactivité avec les lignes du Metra desservant la petite et grande banlieue de Chicago) et également avec la gare ferroviaire principale de la ville : Union Station.